# نوا نوا، ویکتوریا
نوا نوا (به انگلیسی: Nowa Nowa) یک شهرک در استرالیا است که در ویکتوریا (استرالیا) واقع شده‌است.